# 咸宁桂花酒
咸宁桂花酒是湖北咸宁出产的一类白酒，咸宁盛产桂花，当地以桂花酿酒已有数百年历史，但多为自酿自饮，称之为桂花酒或桂酒。桂酒的一般做法为将冰糖、枸杞、和阴干一日后的干净桂花浸入高粱酒混合搅拌、密封后于避光处贮藏三个月至一年后开坛饮用。改革开放后随着经济发展，始有酒以厂工业化生产供应市场。